# Evangelisch
Evangelisch (letterlijk: "verband houdend met het evangelie") wordt vooral gebruikt om het evangelisch christendom aan te duiden. Hierin heeft de persoonlijke ervaring van de verlossing door Jezus Christus en evangelisatie een belangrijke plaats.

## Engels taalgebied
In de Engelstalige wereld is de aanduiding evangelisch (of 'evangelical') ook wel synoniem met orthodox-protestant of Bijbelgetrouw. Een van de bekendste voorbeelden hiervan is de evangelische richting die ontstaan is uit de opwekkingsbewegingen binnen het Amerikaanse en Engelse protestantisme in de 18e en 19e eeuw, waaruit de baptistenkerken, pinkstergemeenten en andere evangelische groepen zijn voortgekomen. Deze stroming heeft zich in de 20e eeuw ook over de rest van de wereld verspreid.

## Nederland
In Nederland ontstonden er in de 19e eeuw verschillende gemeenten die zich afscheidden van de Nederlandse Hervormde Kerk, maar die niet meegingen in het nieuwe kerkverband van de afgescheiden gemeenten. Deze gemeenten verenigden zich in 1881 in de Bond van Vrije Evangelische Gemeenten. Deze Vrije Evangelische Gemeenten bestaan nog steeds. De "evangelische richting" was ook een aanduiding voor de gematigd vrijzinnige Groninger Godgeleerden.
Daarnaast noemden de meer maatschappelijk betrokken, progressieve christenen zichzelf in de jaren 1960 en 1970 soms 'evangelisch-radicaal', omdat zij de nadruk legden op de in hun ogen radicale woorden van Jezus in het evangelie over naastenliefde. Een voorbeeld hiervan is de Evangelische Volkspartij (EVP).

## Duitsland en Italië
In het Duitse en Italiaanse taalgebied is evangelisch synoniem met de term protestant in brede zin. Zo is evangelisch bedoeld in de naam Evangelisch-Lutherse Kerk. De protestantse theoloog Karl Barth omschreef zich het liefst als Evangelisch-katholiek.